# Списък на владетелите на Бранденбург
Маркграфство Бранденбург е основано на 11 юни 1157 г., когато Албрехт Мечката поема управлението на дадената му през 1134 г. земя назаем, като побеждава на бойното поле славянския княз Якса от Кьопеник при крепостта Бранденбург на река Хафел.
Първоначално той се нарича маркграф на Бранденбург (Adelbertus Die gratia marchio in Brandenborch) в свидетелствo от 3 октомври 1157 г. Затова 1157 г. се счита фактически за годината на основаването на марка Бранденбург.
Маркграфство Бранденбург съществува от 1157 до 1815 г.

## Аскани

### Маркграфове на Бранденбург
|  | Име (дати)                                             | Време на управление | Бележки |
|  | ------------------------------------------------------ | ------------------- | --- |
|  | Албрехт I, „Мечката“ (* ок. 1100; † 1 ноември 1170)    | 1157–1170           | От 1134 маркграф на Нордмарк. Основател на Маркграфство Бранденбург и първият маркграф на Бранденбург. Помага на немското източно преселение (Ostkolonisation). Херцог на Саксония (1138 – 1142), но не заздравява там позицията си. |
|  | Ото I (* ок. 1128; † 8 юли 1184)                       | 1170–1184           | син на Албрехт I. Управлява от 1144 с баща си. Стабилизира Марка Бранденбург. |
|  | Ото II (* сл. 1147; † 4 юли 1205)                      | 1184–1205           | син на Ото I. Чрез военни походи против славяни и датчани увеличава територията на Марка Бранденбург. |
|  | Албрехт II (* ок. 1150; † 25 февруари 1220)            | 1205–1220           | син на Ото I. Загубва Померания. |
|  | Йохан I (* ок. 1213; † 4 април 1266)                   | 1220–1266           | син на Албрехт II, управлява заедно с брат си Ото III. Основат много градове и уголемяват други като Берлин. Бранденбург e от сега към най-значимите княжества на империята. |
|  | Ото III, „der Fromme“ (* 1215; † 9 октомври 1267)      | 1220–1267           | син на Албрехт II, управлява заедно с брат си Йохан I. През 1258 делят маркграфството помежду си. |
|  | Ото IV, „със стрелата“ (* ок. 1238; † 27 ноември 1308) | 1267–1308           | син на Йохан I. Сърегенти са неговите братя Йохан II (до 1281), Конрад I (до 1304) и Хайнрих I, „без земя“ (до 1318), неговите братовчеди Йохан III, „Пражки“ (до 1268) и Албрехт III (до 1300), Ото (V), „Дългия“ (до 1299) и Ото VI, „Малкия“ (до 1286) също Йохан IV, син на Конрад I (1286–1305), и Херман III, „Дългия“, син на Ото (V) (1298–1308). |
|  | Валдемар „Велики“ (* ок. 1280; † 14 август 1319)       | 1308–1319           | син на Конрад I. Сърегент до 1317 e Йохан V, „der Erlauchte“, единствен син на Херман III. През 1348 се появява фалшивия Валдемар. |
|  | Хайнрих II, „Детето“ (* ок. 1308; † юли 1320)          | 1319–1320           | син на Хайнрих I, стои под опеката на братовчед си Валдемар. Управлява сам само 1 година и след смъртта му завършва управлението на Асканите в Бранденбург. |

## Вителсбахи
С измирането на Асканската династия в Бранденбург, страната попада под владението на император Лудвиг IV, чичо на последния представител на Асканската династия Хайинрих II. Той дава Марка Бранденбург през 1323 г. на своя син Лудвиг.

### Маркграфове, от 1356 курфюрсти на Бранденбург
|  | Име (дати)                                                  | Време на управление | Бележки |
|  | ----------------------------------------------------------- | ------------------- | --- |
|  | Лудвиг I, „Бранденбурга“ (* май 1315; † 18 септември 1361)  | 1323–1351           | Син на император Лудвиг IV, управлява поради непълнолетие до 1330 г. под регентсвото на Бертхолд VII от Хенеберг. Oт 1342 граф на Тирол и от 1347 херцог на Бавария. 1351 г. Лудвиг дава управлението на неговия полубрат. |
|  | Лудвиг II, „Римлянина“ (* 12 май 1328 в Rim; † 17 май 1365) | 1351–1356           | полубрат на Лудвиг I. Oт 1347 херцог на Бавария. През 1351 сменя с полубрат си управлението на Горна Бавария с Бранденбург. „Фалшивият Волдемар“ е победен напълно от него.                                                |

### Курфюрсти на Бранденбург
В Златната була от 1356 Бранденбург е издигнат от император Карл IV в ранг на Курфюрство.
|  | Име (дати)                                      | Време на управление | Бележки |
|  | ----------------------------------------------- | ------------------- | --- |
|  | Лудвиг II, „Римлянина“                          | 1356 – 1365         | След като Лудвиг се скрава с баварските си братя, се съюзява с император Карл IV и му обещава владението над Бранденбург, ако той и брат му Ото V умрат без деца.                                                                   |
|  | Ото V, „Мързеливия“ (* 1346; † 15 ноември 1379) | 1365 – 1373         | брат на Лудвиг II. Той продава Долен Лаузиц на Ветините и загубва територии в Полша. Политиката му кара Карл IV през 1371 да навлезе в Бранденбург. До 1373 Ото е само формално владетел, когато продава Марката изцяло на Карл IV. |

## Люксембурги

### Курфюрсти на Бранденбург
|  | Име (дати)                                               | Време на управление | Бележки |
|  | -------------------------------------------------------- | ------------------- | --- |
|  | Венцел Мързеливия (* 26 февруари 1361; † 16 август 1419) | 1373–1378           | син на император Карл IV; крал на Бохемия (Вацлав ІV Мързеливия 1378 – 1419); римско-германски крал (Вацлав 1378 – 1400); херцог на Люксембург (1383 – 1388)                                                                         |
|  | Сигизмунд (* 15 февруари 1368; † 9 декември 1437)        | 1378–1388           | полубрат на Венцел, крал на Унгария и Хърватия (Жигмунд 1387 – 1437); крал на Бохемия (1419 – 1437); император на СРИ (1433 – 1437). Големи разходи го задължават през 1388 да заложи Бранденбург на своя братовчед Йост от Моравия. |
|  | Йост (* 1351; † 18 януари 1411)                          | 1388–1411           | син на Йохан Хайнрих от Тирол, от 1375 маркграф на Моравия; римско-германски крал (1410 – 1411). Йост (Йобст) умира следващата година по неизвестни причини.                                                                         |
|  | Сигизмунд (* 15 февруари 1368; † 9 декември 1437)        | 1411–1415           | След смъртта на братовчед си поема отново властта в Бранденбург и става негов наследник. През 1415 г. той отстъпва Бранденбург на Фридрих I.                                                                                         |

## Хоенцолерн

### Курфюрсти на Бранденбург
|  | Име (Дати)                                                           | Време на управление | Бележки |
|  | -------------------------------------------------------------------- | ------------------- | --- |
|  | Фридрих I (* 1371; † 20 септември 1440)                              | 1415 – 1440         | от 1398 бургграф на Нюрнберг |
|  | Фридрих II, „Железния“ (* 19 ноември 1413; † 10 февруари 1471)       | 1440 – 1471         | син на Фридрих I. През 1470 оставя регентството на брат си Албрехт Ахилес. |
|  | Албрехт Ахилес (* 9 ноември 1414; † 11 март 1486)                    | 1471 – 1486         | син на Фридрих I., от 1440 маркграф на Бранденбург-Ансбах и от 1471 маркграф на Бранденбург-Кулмбах.                                                                          |
|  | Йохан Цицерон (* 2 август 1455; † 9 януари 1499)                     | 1486 – 1499         | син на Албрехт Ахилес. Той прави Берлин резиденция на курфюрството. |
|  | Йоахим I, „Нестор“ (* 21 февруари 1484; † 11 юли 1535)               | 1499 – 1535         | син на Йохан Цицерон. До 1513 управлява с брат си Албрехт. Основава университета във Франкфурт на Одер.                                                                       |
|  | Йоахим II, „Хектор“ (* 13 януари 1505; † 3 януари 1571)              | 1535 – 1571         | син на Йоахим I. Реформацията навлиза в Бранденбург. Той е Confessio Augustana от 1558 чрез подписване на Франкфуртския Rezess.                                               |
|  | Йохан Георг (* 11 септември 1525; † 8 януари 1598)                   | 1571 – 1598         | син на Йоахим II. Наследява чичо си Йохан, който няма мъжки наследник и управлява обединен Бранденбург. Специалист по финанси.                                                |
|  | Йоахим Фридрих (* 27 януари 1546; † 18 юли 1608)                     | 1598 – 1608         | син на Йохан Георг; От 1605 регент на Прусия. Строи плавателен канал между Одер и Хафел.                                                                                      |
|  | Йохан Сигизмунд (* 8 ноември 1572; † 23 декември 1619)               | 1608 – 1619         | син на Йоахим Фридрих. През 1613 сменя лутеранската си вяра с реформираната. От 1618 херцог на Прусия.                                                                        |
|  | Георг Вилхелм (* 3 ноември 1595; † 1 декември 1640)                  | 1619 – 1640         | син на Йохан Сигизмунд. В Тридесетгодишната война Бранденбург загубва голяма част от населението си. През 1638 мести резиденцията на херцогството в пруския град Кьонигсберг. |
|  | Фридрих Вилхелм, „Велик курфюрст“ (* 16 февруари 1620; † 9 май 1688) | 1640 – 1688         | син на Георг Вилхелм. |
|  | Фридрих III (* 11 юли 1657; † 25 февруари 1713)                      | 1688 – 1713         | син на „великия курфюрст“, от 1701 крал на Прусия |

### Крале в Прусия
|  | Име (дати)                                                              | Време на управление | Бележки                                                             |
|  | ----------------------------------------------------------------------- | ------------------- | ------------------------------------------------------------------- |
|  | Фридрих I (* 11 юли 1657; † 25 февруари 1713)                           | 1688 – 1713         | Титла преди коронацията 1701: „курфюрст Фридрих III от Бранденбург“ |
|  | Фридрих Вилхелм I, „Войнишкия кайзер“ (* 14 август 1688; † 31 май 1740) | 1713 – 1740         | син на Фридрих I.                                                   |

### Крале на Прусия
|  | Име (дати)                                                              | Време на управление  | Бележки |
|  | ----------------------------------------------------------------------- | -------------------- | --- |
|  | Фридрих II, „Велики“/„Стария Фриц“ (* 24 януари 1712; † 17 август 1786) | 1740 – 1786          | син на Фридрих Вилхелм I, титла до Първото Полско разделение 1772: Крал на Прусия                                                              |
|  | Фридрих Вилхелм II (* 25 септември 1744; † 16 ноември 1797)             | 1786 – 1797          | племенник на бездетния крал Фридрих II от Прусия                                                                                               |
|  | Фридрих Вилхелм III (* 3 август 1770; † 7 юни 1840)                     | 1797 – 1840          | син на Фридрих Вилхелм II, до разпадането на Свещената Римска империя през 1806 неин последен ерц-кемер и курфюрст на Маркграфство Бранденбург |
|  | Фридрих Вилхелм IV (* 15 октомври 1795; † 2 януари 1861)                | 1840 – 1861          | син на Фридрих Вилхелм III |
|  | Вилхелм I (* 22 март 1797; † 9 март 1888)                               | 1861 – 1888          | брат на бездетния крал Фридрих Вилхелм IV, германски кайзер от 1871                                                                            |
|  | Фридрих III (* 18 октомври 1831; † 15 юни 1888)                         | 9 март – 15 юни 1888 | син на кайзер Вилхелм I, 99 дни германски кайзер                                                                                               |
|  | Вилхелм II (* 27 януари 1859; † 4 юни 1941)                             | 1888 – 1918          | син на кайзер Фридрих III, последният крал на Прусия и последен германски кайзер                                                               |